# Emiliano Buendía
Emiliano Buendía Stati (Mar del Plata, 25 december 1996) is een Argentijns voetballer die doorgaans als vleugelspeler speelt. Hij tekende in juni 2021 bij Aston Villa, dat circa €40.000.000,- voor hem betaalde aan Norwich City. Voor beide clubs was dit op dat moment een transferrecord. Buendía debuteerde in 2022 in het Argentijns voetbalelftal.

## Clubcarrière

### Getafe
Buendía begon met voetballen bij de plaatselijke voetbalclub Cadetes de San Martín. In 2008 maakte hij de overstap naar de jeugdopleiding van Real Madrid. Hier speelde hij twee jaar, alvorens hij in 2010 verkaste naar de jeugdopleiding van Getafe. Op 30 maart 2014 maakte hij zijn debuut namens Getafe B, destijds uitkomend in de Segunda División B. In de met 1-2 gewonnen wedstrijd tegen CD Puerta Bonita begon hij in de basis en werd hij na 54 minuten gewisseld voor Ramón Arcas. Op 13 april 2014, maakte Buendía zijn eerste doelpunt in het betaalde voetbal in de wedstrijd tegen Peña Sport FC (0-2 winst). Hij zette na twee minuten spelen de 0-1 op het scorebord.
In het seizoen 2014/15 stroomde Buendía definitief door naar Getafe B. In de met 3-0 gewonnen wedstrijd tegen CF Fuenlabrada wist hij voor het eerst tweemaal in een wedstrijd het net te vinden. Op 5 december 2014 debuteerde hij in het eerste elftal. Op die dag speelde Getafe een wedstrijd om de Copa del Rey tegen SD Eibar (3-0 winst). Buendia kwam 12 minuten voor tijd het veld in voor Ángel Lafita.
Zijn debuut in de Primera División volgde op 1 februari 2015 toen hij als late wissel fungeerde in de wedstrijd tegen UD Almería (0-1 verlies). Hij was op dat moment 18 jaar en 37 dagen oud, waarmee hij de jongste debutant namens Getafe in de Primera División werd. In september 2015 maakte Buendía zijn eerste doelpunt voor Getafe. In de wedstrijd tegen Levante kwam hij na 87 minuten het veld in en scoorde vier minuten later de 2-0. De wedstrijd eindigde in een 3-0 overwinning voor Getafe.
Ondanks degradatie naar de Segunda División verlengde Buendía op 5 juli 2016 zijn contract tot medio 2021. In juli 2017 werd Buendía voor één seizoen verhuurd aan Cultural Leonesa, uitkomend in de Segunda División A. 

### Norwich City
Na afloop van de huurperiode maakte Buendía de overstap naar Norwich City. De club betaalde circa €1.500.000,- voor de aanvaller. Hij maakte in totaal acht doelpunten dat seizoen, waarmee hij Norwich hielp aan promotie naar de Premier League. Na een jaar Premier League degradeerde Norwich City direct weer, waarna Buendía in de Championship opnieuw op stoom was. Hij was goed voor liefst vijftien doelpunten en zeventien assists en promoveerde opnieuw. Hij werd vervolgens uitgekozen tot EFL Championship Player of the Season. Hij speelde in totaal 121 wedstrijden voor Norwich, waarin hij goed was voor 24 goals en 42 assists.

### Aston Villa
Op 7 juni 2021 werd aangekondigd dat er overeenstemming was bereikt over de overgang van Buendía naar Aston Villa. De deal werd afgerond op 10 juni. Volgens bronnen bij Sky Sports zou de transfersom ongeveer £38 miljoen zijn. Het was zowel de recordaankoop van Aston Villa als de recordverkoop van Norwich City. In zijn eerste twee seizoenen speelde hij bijna alles en kwam hij tot negen goals en negen assist over beide jaren. Hij moest echter zijn volledige derde seizoen bij Aston Villa missen vanwege een gescheurde kruisband.
Op 29 januari 2025 maakte Aston Villa bekend dat Buendía een contractverlenging bij de club had getekend en tot het einde van het seizoen op huurbasis bij Bundesliga-club Bayer Leverkusen werd gestald. In Duitsland fungeerde de middenvelder vooral als invaller en kwam hij uiteindelijk tot 2 doelpunten in 11 optredens. Het seizoen werd afgesloten op een tweede plek, achter kampioen FC Bayern München.

## Clubstatistieken

### Beloften
| Seizoen         | Club            | Competitie         | Competitie | Competitie |
| Seizoen         | Club            | Competitie         | Wed.       | Dlp.       |
| --------------- | --------------- | ------------------ | ---------- | ---------- |
| 2013/14         | Getafe B        | Segunda División B | 5          | 2          |
| 2014/15         | Getafe B        | Segunda División B | 26         | 5          |
| 2015/16         | Getafe B        | Segunda División B | 3          | 0          |
| Beloften totaal | Beloften totaal | Beloften totaal    | 34         | 7          |

### Senioren
| Seizoen        | Club               | Competitie       | Competitie | Competitie | Beker | Beker | Internationaal | Internationaal | Totaal | Totaal |
| Seizoen        | Club               | Competitie       | Wed.       | Dlp.       | Wed.  | Dlp.  | Wed.           | Dlp.           | Wed.   | Dlp.   |
| -------------- | ------------------ | ---------------- | ---------- | ---------- | ----- | ----- | -------------- | -------------- | ------ | ------ |
| 2014/15        | Getafe             | Primera División | 6          | 0          | 5     | 0     | –              | –              | 11     | 0      |
| 2015/16        | Getafe             | Primera División | 17         | 1          | 0     | 0     | –              | –              | 17     | 1      |
| 2016/17        | Getafe             | Segunda División | 12         | 2          | 0     | 0     | –              | –              | 12     | 2      |
| 2017/18        | → Cultural Leonesa | Segunda División | 40         | 6          | 2     | 1     | –              | –              | 42     | 7      |
| 2018/19        | Norwich City       | Championship     | 38         | 8          | 2     | 0     | –              | –              | 8      | 0      |
| 2019/20        | Norwich City       | Premier League   | 36         | 1          | 3     | 0     | –              | –              | 39     | 1      |
| 2020/21        | Norwich City       | Championship     | 39         | 15         | 2     | 0     | –              | –              | 41     | 15     |
| 2021/22        | Aston Villa        | Premier League   | 35         | 4          | 2     | 0     | –              | –              | 37     | 4      |
| 2022/23        | Aston Villa        | Premier League   | 38         | 5          | 3     | 0     | –              | –              | 41     | 5      |
| 2023/24        | Aston Villa        | Premier League   | 0          | 0          | 0     | 0     | –              | –              | 0      | 0      |
| 2024/25        | Aston Villa        | Premier League   | 12         | 0          | 4     | 3     | 4              | 0              | 17     | 0      |
| 2024/25        | Bayer Leverkusen   | Bundesliga       | 11         | 2          | 1     | 0     | 2              | 0              | 14     | 2      |
| Seniorentotaal | Seniorentotaal     | Seniorentotaal   | 294        | 44         | 25    | 4     | 6              | 0              | 284    | 46     |
| Carrièretotaal | Carrièretotaal     | Carrièretotaal   | 328        | 51         | 25    | 4     | 6              | 0              | 359    | 55     |

## Interlandcarrière
Buendía speelde drie wedstrijden in het Spaans voetbalelftal onder 19, waarna hij besloot om in het vervolg zijn geboorteland Argentinië te vertegenwoordigen. In 2015 debuteerde hij in Argentinië –20, waarmee hij deelnam aan het wereldkampioenschap voetbal onder 20 in 2015. Op 2 februari 2022 maakte hij in een WK-kwalificatiewedstrijd tegen Colombia zijn debuut voor het eerste elftal van Argentinië.

## Erelijst
| Kampioen Championship | 2x | 2018/19, 2020/21 |